# Courgains
Courgains és un municipi francès situat al departament del Sarthe i a la regió de País del Loira. L'any 2007 tenia 593 habitants.

## Demografia

### Població
El 2007 la població de fet de Courgains era de 593 persones. Hi havia 228 famílies de les quals 52 eren unipersonals (16 homes vivint sols i 36 dones vivint soles), 68 parelles sense fills, 92 parelles amb fills i 16 famílies monoparentals amb fills.
La població ha evolucionat segons el següent gràfic:
Habitants censats

### Habitatges
El 2007 hi havia 279 habitatges, 235 eren l'habitatge principal de la família, 29 eren segones residències i 15 estaven desocupats. 274 eren cases i 4 eren apartaments. Dels 235 habitatges principals, 177 estaven ocupats pels seus propietaris, 55 estaven llogats i ocupats pels llogaters i 4 estaven cedits a títol gratuït; 2 tenien una cambra, 12 en tenien dues, 47 en tenien tres, 68 en tenien quatre i 107 en tenien cinc o més. 163 habitatges disposaven pel capbaix d'una plaça de pàrquing. A 109 habitatges hi havia un automòbil i a 102 n'hi havia dos o més.

### Piràmide de població
La piràmide de població per edats i sexe el 2009 era:
| Homes | Edats   | Dones |
| ----- | ------- | ----- |
| 0     | 95 o +  | 0     |
| 0     | 90 a 94 | 4     |
| 0     | 85 a 89 | 12    |
| 4     | 80 a 84 | 0     |
| 8     | 75 a 79 | 4     |
| 12    | 70 a 74 | 28    |
| 16    | 65 a 69 | 12    |
| 8     | 60 a 64 | 16    |
| 20    | 55 a 59 | 8     |
| 12    | 50 a 54 | 16    |
| 28    | 45 a 49 | 12    |
| 28    | 40 a 44 | 24    |
| 4     | 35 a 39 | 28    |
| 16    | 30 a 34 | 20    |
| 8     | 25 a 29 | 20    |
| 24    | 20 a 24 | 0     |
| 20    | 15 a 19 | 8     |
| 16    | 10 a 14 | 20    |
| 20    | 5 a 9   | 20    |
| 12    | 0 a 4   | 8     |

## Economia
El 2007 la població en edat de treballar era de 386 persones, 298 eren actives i 88 eren inactives. De les 298 persones actives 257 estaven ocupades (143 homes i 114 dones) i 41 estaven aturades (16 homes i 25 dones). De les 88 persones inactives 36 estaven jubilades, 20 estaven estudiant i 32 estaven classificades com a «altres inactius».

### Ingressos
El 2009 a Courgains hi havia 241 unitats fiscals que integraven 612 persones, la mediana anual d'ingressos fiscals per persona era de 14.978 €.

### Activitats econòmiques
Dels 22 establiments que hi havia el 2007, 1 era d'una empresa extractiva, 2 d'empreses alimentàries, 3 d'empreses de fabricació d'altres productes industrials, 4 d'empreses de construcció, 7 d'empreses de comerç i reparació d'automòbils, 1 d'una empresa de transport, 1 d'una empresa d'hostatgeria i restauració, 1 d'una empresa immobiliària, 1 d'una empresa de serveis i 1 d'una empresa classificada com a «altres activitats de serveis».
Dels 5 establiments de servei als particulars que hi havia el 2009, 2 eren tallers de reparació d'automòbils i de material agrícola, 1 paleta i 2 fusteries.
Dels 3 establiments comercials que hi havia el 2009, 1 era una botiga de menys de 120 m², 1 una fleca i 1 una carnisseria.
L'any 2000 a Courgains hi havia 20 explotacions agrícoles que ocupaven un total de 1.125 hectàrees.

## Equipaments sanitaris i escolars
El 2009 hi havia una escola elemental.

## Poblacions més properes
El següent diagrama mostra les poblacions més properes.